# Eleições na Bahia

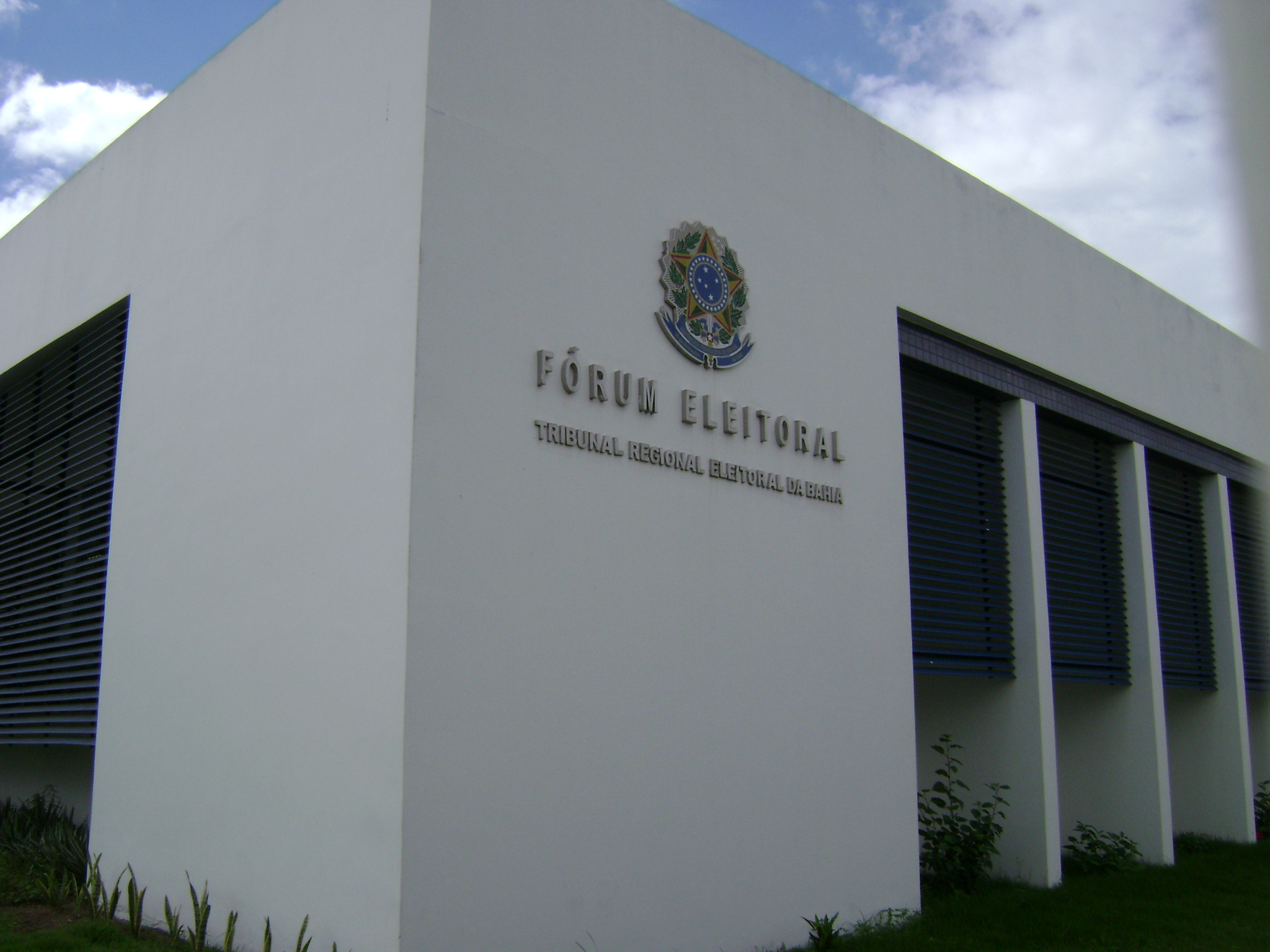
Fórum Eleitoral do Tribunal Regional Eleitoral da Bahia (TRE-BA), em Feira de Santana.

As eleições na Bahia, atualmente, acontecem a cada dois anos dentro do processo eleitoral nacional. São alternadas as eleições para prefeitos e vereadores e as para presidente, governadores, deputados e senadores. Os mandatos de vereadores, prefeitos, deputados estaduais, federais, governadores e do presidente da República duram quatro anos; o dos senadores por oito anos.
As eleições baianas seguem a legislação brasileira acerca do sistema eleitoral do Brasil. A variação, dentre outras, fica por conta da quantidade de municípios baianos onde há a possibilidade de um segundo turno nas eleições municipais. Conforme o critério de duzentos mil eleitores, pode ocorrer segundo turno para o pleito de prefeito nos municípios de Salvador, Feira de Santana e Vitória da Conquista (dados das eleições de 2012).
A Bahia é jurisdição da justiça eleitoral de competência do Tribunal Regional Eleitoral da Bahia (TRE-BA), cuja instância superior encontra-se no Tribunal Superior Eleitoral (TSE) e a primeira instância cabe às Juntas Eleitorais associadas às zonas eleitorais.

## Eleições estaduais

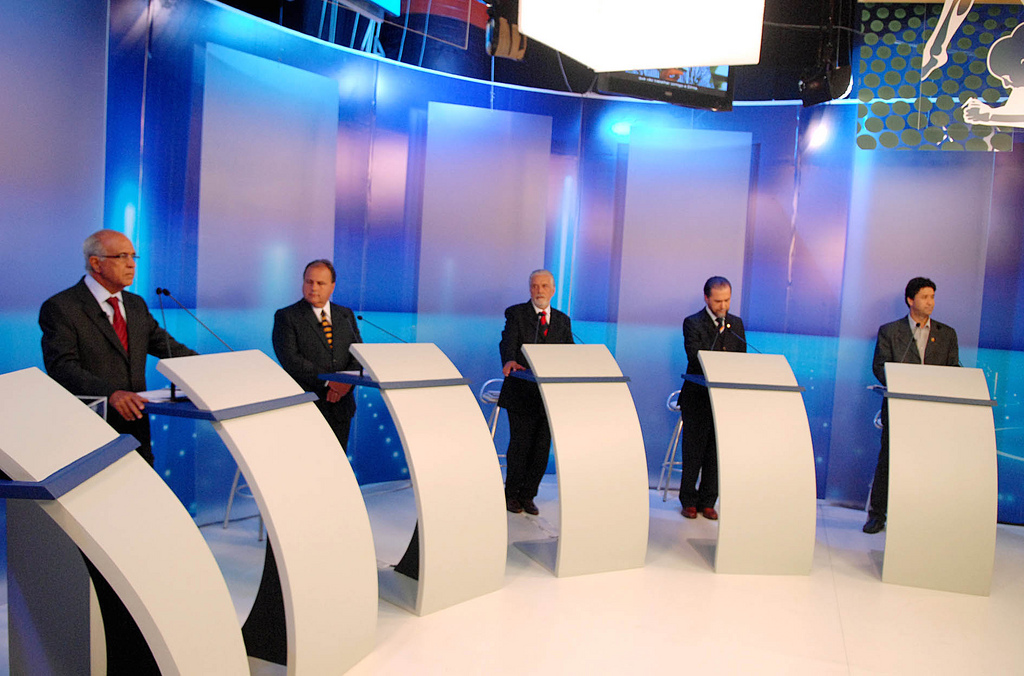
Debate na TV Bahia entre candidatos a governador das eleições de 2010.

Mapa do resultado por município da eleição para o cargo de governador da Bahia em 2018.

Nas eleições estaduais são escolhidos os mandatários da Assembleia Legislativa da Bahia e da Governadoria. Concomitantemente, representantes parlamentares federais e o presidente da República também são definidos.
- Eleições estaduais na Bahia em 1945
- Eleições estaduais na Bahia em 1947
- Eleições estaduais na Bahia em 1950
- Eleições estaduais na Bahia em 1954
- Eleições estaduais na Bahia em 1958
- Eleições estaduais na Bahia em 1962
- Eleições estaduais na Bahia em 1966
- Eleições estaduais na Bahia em 1970
- Eleições estaduais na Bahia em 1974
- Eleições estaduais na Bahia em 1978
- Eleições estaduais na Bahia em 1982
- Eleições estaduais na Bahia em 1986
- Eleições estaduais na Bahia em 1990
- Eleições estaduais na Bahia em 1994
- Eleições estaduais na Bahia em 1998
- Eleições estaduais na Bahia em 2002
- Eleições estaduais na Bahia em 2006
- Eleições estaduais na Bahia em 2010
- Eleições estaduais na Bahia em 2014
- Eleições estaduais na Bahia em 2018
- Eleições estaduais na Bahia em 2022

## Eleições municipais
Em comparação aos resultados das eleições de 2004 e 2020, o Democratas (DEM) teve a maior queda no número de Prefeituras conquistadas, perdeu 116, seguido pelo Partido Liberal (PL) com queda de 46, pelo Partido da Social Democracia Brasileira (PSDB) com menos 12 e o Partido Trabalhista Cristão (PTC) com menos 9. O Partido Social Democrático (PSD) só foi fundado em 2011 e contou com o melhor desempenho (de 0 para 108). O Progressistas (PP) alcançou o segundo melhor desempenho na comparação e no ano de 2020. E o Partido Socialista Brasileiro (PSB) com acréscimo de 25, o Partido Comunista do Brasil (PCdoB) com mais 16 e o Partido dos Trabalhadores (PT) com mais 13 conseguiram, respectivamente o terceiro, quarto e quinto maior crescimento. Nessas cinco primeiras eleições municipais do século XXI, o Patriota e o Partido Socialismo e Liberdade (PSOL) nunca foram exitosos.
Especificamente sobre as eleições de 2020 no estado, o PSD conquistou a maior parte (108) das 417 Prefeituras Municipais disputadas. Ainda neste ano, comparando a Bahia com outros estados, o PP obteve seu segundo maior resultado (108) e o PT obteve seu maior resultado (32). Em 2024, o PSD, comandado pelo municipalista e senador Otto Alencar, se consolidou na posição de partido político com mais prefeituras no estado, assim como a predominância do carlismo do União Brasil (UNIÂO) no municípios mais populosos e dos partidos da base aliada dos governos estaduais do PT nos municípios menos populosos e ditos do estado "profundo", mais rurais.
| Eleições/Partido | 2004     | 2008      | 2012     | 2016     | 2020      | 2024      |
| ---------------- | -------- | --------- | -------- | -------- | --------- | --------- |
| Avante           | 4 / 417  | 2 / 417   | 4 / 417  | 1 / 417  | 4 / 417   | 60 / 417  |
| Cidadania        | 0 / 417  | 0 / 417   | 0 / 417  | 7 / 417  | 1 / 417   | 0 / 417   |
| DC               | 1 / 417  | 0 / 417   | 0 / 417  | 0 / 417  | 0 / 417   | 0 / 417   |
| DEM              | 37 / 417 | 43 / 417  | 37 / 417 | 38 / 417 | 37 / 417  | Extinto   |
| MDB              | 12 / 417 | 114 / 417 | 12 / 417 | 47 / 417 | 12 / 417  | 31 / 417  |
| Patriota         |          |           | 0 / 417  | 0 / 417  | 0 / 417   | Extinto   |
| PCdoB            | 16 / 417 | 18 / 417  | 16 / 417 | 12 / 417 | 16 / 417  | 15 / 417  |
| PDT              | 13 / 417 | 8 / 417   | 13 / 417 | 20 / 417 | 13 / 417  | 8 / 417   |
| PL               | 66 / 417 | 41 / 417  | 20 / 417 | 19 / 417 | 20 / 417  | 1 / 417   |
| PMB              |          |           |          | 0 / 417  | 0 / 417   | 1 / 417   |
| PMN              | 0 / 417  | 3 / 417   | 0 / 417  | 0 / 417  | 0 / 417   | 0 / 417   |
| PODE             | 4 / 417  | 0 / 417   | 4 / 417  | 7 / 417  | 4 / 417   | 6 / 417   |
| PP               | 92 / 417 | 37 / 417  | 92 / 417 | 55 / 417 | 92 / 417  | 41 / 417  |
| PRD              |          |           |          |          |           | 3 / 417   |
| PROS             |          |           |          | 0 / 417  | 6 / 417   | Extinto   |
| PRTB             | 0 / 417  | 2 / 417   | 0 / 417  | 0 / 417  | 0 / 417   | 0 / 417   |
| PSB              | 30 / 417 | 18 / 417  | 30 / 417 | 20 / 417 | 30 / 417  | 24 / 417  |
| PSC              | 3 / 417  | 5 / 417   | 3 / 417  | 6 / 417  | 3 / 417   | Extinto   |
| PSD              |          |           | 69 / 417 | 81 / 417 | 108 / 417 | 115 / 417 |
| PSDB             | 15 / 417 | 26 / 417  | 15 / 417 | 18 / 417 | 15 / 417  | 9 / 417   |
| PSL              | 1 / 417  | 1 / 417   | 1 / 417  | 15 / 417 | 1 / 417   | Extinto   |
| PSOL             |          | 0 / 417   | 0 / 417  | 0 / 417  | 0 / 417   | 0 / 417   |
| PT               | 32 / 417 | 66 / 417  | 32 / 417 | 39 / 417 | 32 / 417  | 50 / 417  |
| PTB              | 3 / 417  | 14 / 417  | 3 / 417  | 10 / 417 | 3 / 417   | Extinto   |
| PTC/Agir         | 0 / 417  | 3 / 417   | 0 / 417  | 2 / 417  | 0 / 417   | 0 / 417   |
| PV               | 0 / 417  | 4 / 417   | 0 / 417  | 2 / 417  | 0 / 417   | 4 / 417   |
| REDE             |          |           |          | 3 / 417  | 2 / 417   | 0 / 417   |
| Republicanos     |          | 2 / 417   | 9 / 417  | 10 / 417 | 9 / 417   | 5 / 417   |
| Solidariedade    |          |           | 16 / 417 | 1 / 417  | 3 / 417   | 4 / 417   |
| UNIÃO            |          |           |          |          |           | 38 / 417  |